# NGC 3537
NGC 3537 é uma galáxia espiral na direção da constelação de Crater. O objeto foi descoberto pelo astrônomo Wilhelm Tempel em 1878, usando um telescópio refrator com abertura de 11 polegadas. Devido a sua moderada magnitude aparente (+12,8), é visível apenas com telescópios amadores ou com equipamentos superiores. 